# Henvic
Henvic är en kommun i departementet Finistère i regionen Bretagne i västra Frankrike. Kommunen ligger i kantonen Taulé som tillhör arrondissementet Morlaix. År 2022 hade Henvic 1 195 invånare.

## Befolkningsutveckling
Antalet invånare i kommunen Henvic
Referens:INSEE